# Tupungato
Tupungato je vulkan na granici Argentine i Čilea i jedan od najviših vrhova u Južnoj Americi. Nalazi se u Andama oko 80 km istočno od Santiaga i oko 100 km južno od Aconcuague, najvišeg vrha Južne Amerike.
Na vrh Tupungatoa prvi se popeo švicarski plaminar Matthias Zurbriggen 1897. godine. S njime je bio i Stuart Vines.
Dana, 2. kolovoza 1947., zrakoplov "Star Dust" sa 6 putnika i 5 članova posade srušio se na ledenjaku na Tupungatou. Ubrzo su ga pokrili lavina i dubok snijeg. Odmrzavanjem ledenjaka 2000. godine pronađeni su ostaci zrakoplova.